# Saint-Pons-de-Mauchiens
Saint-Pons-de-Mauchiens là một xã thuộc tỉnh Hérault trong vùng Occitanie phía nam nước Pháp.